# Par ou ímpar

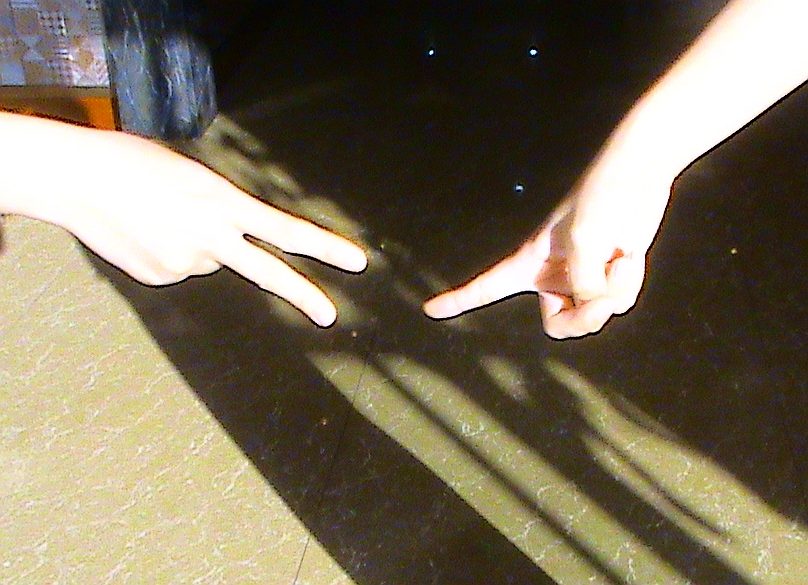
Crianças jogando par ou ímpar

Par ou ímpar é um jogo popularmente conhecido e jogado entre duas pessoas. Ele envolve apostas em relação à paridade do resultado da soma de dois números aleatórios escolhidos por cada jogador. O jogo pode ser jogado com qualquer intervalo de números par. 

## Regras do jogo
- Dois jogadores fazem uma aposta escolhendo entre "par" ou "ímpar".

- Cada jogador seleciona um número aleatório entre o intervalo par escolhido, usando suas mãos, e mostram os números escolhidos simultaneamente, para que não haver manipulação de resultados com base na escolha do adversário.

- Os dois números escolhidos são somados.

- O jogador cuja aposta corresponder à paridade da soma será o vencedor da rodada.[2]

## Motivo do intervalo par
O jogo Par ou Ímpar pode ser jogado com qualquer intervalo de números par, mas a escolha do intervalo é de extrema importância para garantir a imparcialidade e a justiça do jogo.
Quando o jogo é jogado com um intervalo que contém números ímpares, por exemplo, no intervalo de 0 a 10, há 11 números possíveis. Isso pode levar a uma injustiça matemática, pois, em um jogo de chances igualitárias, o número de opções deve ser par para que ambos os jogadores tenham uma probabilidade exata de 50% de ganhar.
Já quando o jogo é jogado com um intervalo de números par, como entre 1 e 10, há um número par de opções possíveis. Nesse caso, cada jogador tem exatamente metade das chances de ganhar, tornando o jogo imparcial e justo.
A fim de garantir a equidade entre os jogadores e a aleatoriedade nas escolhas, é recomendado que o intervalo seja sempre escolhido como um conjunto de números pares, como entre 1 e 10, conforme demonstrado por análises matemáticas e simulações. 